# فينسينزو كيرامى
فينسينزو كيرامى (بالإيطالية: Vincenzo Cerami)‏ (و. 1940 – 2013 م) هو كاتب مسرحي، وكاتب سيناريو، ودرامي ‏ إيطالي، ولد في روما، توفي في روما، عن عمر يناهز 73 عاماً.

## التعليم
تعلم في جامعة روما سابينزا.

## جوائز وترشيحات
حصل على جوائز منها:
- جائزة الأوسكار لأفضل كتابة، عن عمل: الحياة جميلة

ترشح لـ:
- جائزة الأوسكار لأفضل كتابة "سيناريو أصلي"، عن عمل: لا فيتا إي بيلا.

## وصلات خارجية
- فينسينزو كيرامى على موقع IMDb (الإنجليزية)
- فينسينزو كيرامى على موقع ديسكوغز (الإنجليزية)
- فينسينزو كيرامى على موقع قاعدة بيانات الفيلم (الإنجليزية)
- فينسينزو كيرامى في قاعدة بيانات الأفلام على الإنترنت